# Albert-Mangelsdorff-Preis

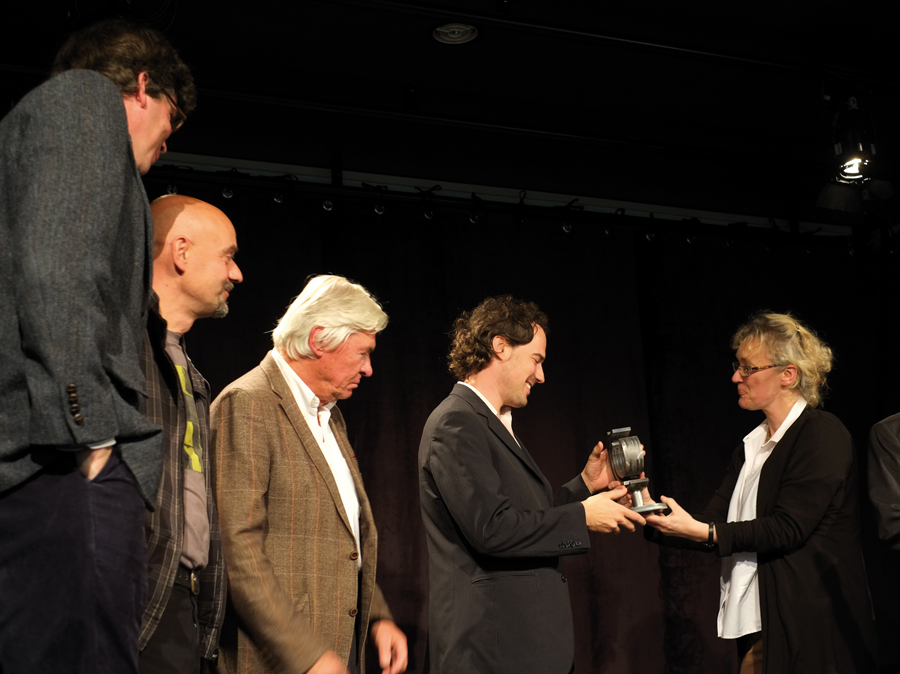
Preisverleihung (2013)

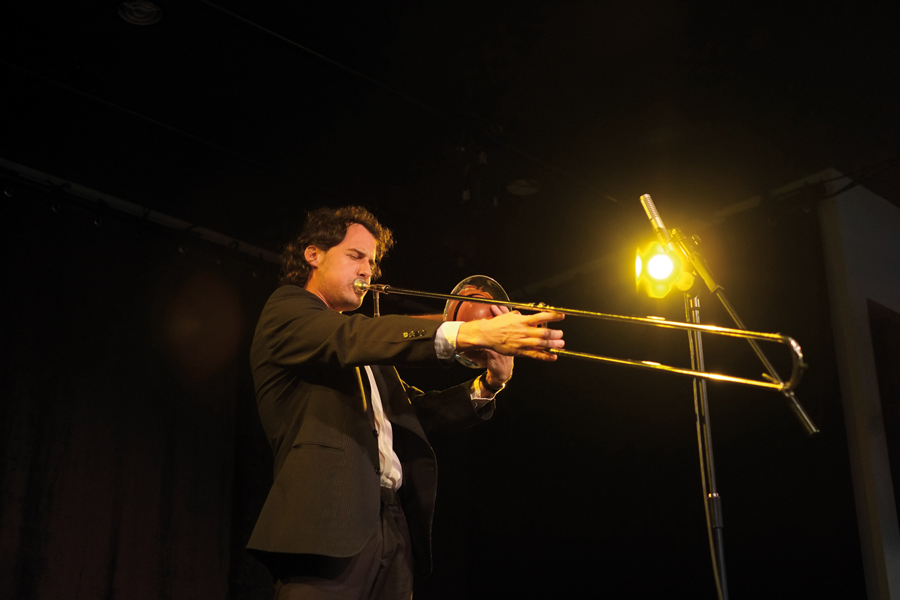
Nils Wogram bei der Albert-Mangelsdorff-Preisverleihung 2013

Mit dem Albert-Mangelsdorff-Preis, bis 2019 auch Deutscher Jazzpreis genannt, wurden im zweijährigen Turnus Persönlichkeiten ausgezeichnet, die „mit hervorragenden musikalischen Leistungen eine bedeutende Rolle bei der Entwicklung des Jazz in Deutschland spielen“.

## Geschichte
Der Albert-Mangelsdorff-Preis (damals Deutscher Jazzpreis) wurde erstmals 1994 vergeben. Sein heutiger Namenspatron, Albert Mangelsdorff (1928–2005), genoss weltweit Anerkennung sowohl für seine instrumentalen Fähigkeiten als Posaunist als auch für seine Kompositionen und konzeptionellen Perspektiven. Der Preis will den individuellen künstlerischen Aspekt des Jazz unterstreichen und hat zum Ziel, herausragende und kontinuierliche Leistungen auszuzeichnen.
Der Preis ehrt zugleich Albert Mangelsdorff, einen der wichtigsten deutschen Jazzmusiker des 20. Jahrhunderts.

## Auslobung
Der mit 15.000 Euro dotierte Preis wird von der Deutschen Jazzunion vergeben und von der GEMA-Stiftung, der Gesellschaft zur Verwertung von Leistungsschutzrechten sowie dem Förderungs- und Hilfsfonds des Deutschen Komponistenverbands gestiftet. Eigenbewerbung ist ausgeschlossen. Eine Jury aus Vertreterinnen und Vertretern von Rundfunk und Printmedien, Veranstaltern, Stiftern, Deutscher Jazzunion und einer unabhängigen Musikerpersönlichkeit entscheidet unabhängig und unter Ausschluss des Rechtsweges. 
Ausgezeichnet werden kann sowohl ein Lebenswerk, als auch ein Künstler bzw. eine Künstlerin von großem aktuellen Einfluss. Der Preisträger oder die Preisträgerin repräsentiert auf nationaler und internationaler Ebene Jazz in und aus Deutschland.

## Preisträger
- 1994 Alexander von Schlippenbach
- 1995 Peter Kowald
- 1997 Ernst-Ludwig Petrowsky
- 1999 Heinz Sauer
- 2001 Wolfgang Schlüter
- 2003 Ulrike Haage
- 2005 Ulrich Gumpert
- 2007 Gunter Hampel
- 2009 Eberhard Weber
- 2011 Peter Brötzmann
- 2013 Nils Wogram
- 2015 Achim Kaufmann
- 2017 Angelika Niescier
- 2019 Paul Lovens
- 2021 Aki Takase
- 2023 Conny Bauer